# Thierry Bacconnier
Thierry Bacconnier (ur. 2 października 1963 w Paryżu, zm. 1 stycznia 2007 w Alès) – francuski piłkarz, grający na pozycji lewego obrońcy.
W latach 1980–1988 95 razy wystąpił w barwach PSG: 75 razy w meczach ligowych, 16 razy w pucharze krajowym i 4 razy w europejskich pucharach. Z klubem tym zdobył Mistrzostwo Francji w 1983 roku i Puchar Francji w 1986 roku.
Po opuszczeniu PSG, w latach 1988–1990 grał w Angers SCO, a potem, do 1992 roku – w La Berrichonne de Châteauroux.
15 razy wystąpił w kadrze narodowej.